# Precipitação (meteorologia)

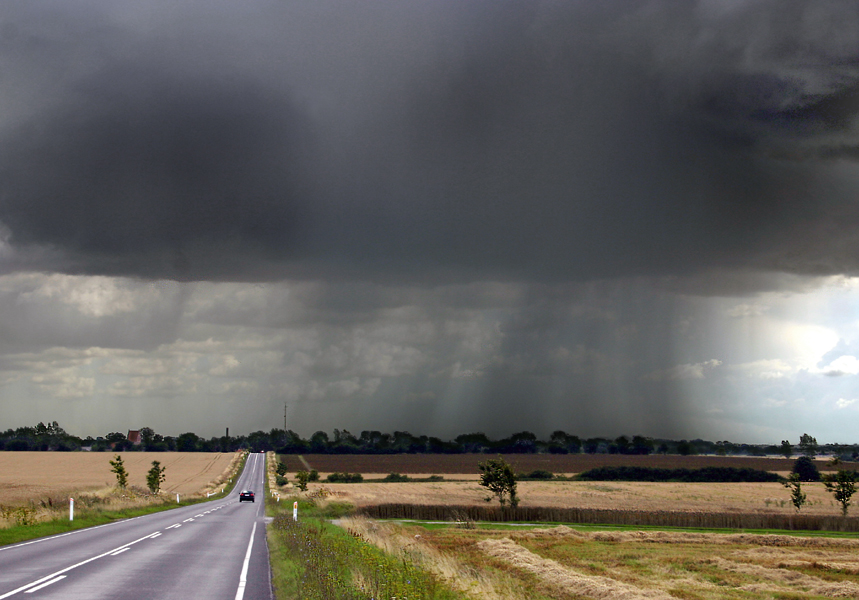
Chuva típica ao norte de Nordfyn, Dinamarca.

Polígonos de Thiessen

Isoietas

Em meteorologia, precipitação descreve qualquer tipo de fenômeno relacionado à queda de água do céu. Isso pode incluir a chuva no estado líquido ou também queda de partículas de gelo, como granizo, neve, graupel e chuva congelada. A precipitação é uma parte importante do ciclo hidrológico, sendo responsável por retornar a maior parte da água doce ao planeta, sendo assim principal fonte de abastecimento dos sistemas hídricos, representando uma variável climática importante para todos os ecossistemas e principalmente para nós, seres humanos. A variabilidade temporal e espacial da precipitação influencia o comportamento da disponibilidade hídrica de uma bacia, constituindo como um importante fator nos processos de escoamento superficial direto, infiltração, evaporação, transpiração, recarga dos aquíferos, sendo a base da vazão dos cursos de água, entre outros. 
A precipitação ocorre quando o vapor de água está presente na atmosfera. As nuvens formam-se pela condensação de vapor d’água presente na atmosfera em função do gradiente térmico da camada gasosa que envolve a terra — em torno de aproximadamente 0,65ºC/100m. O gradiente térmico é causado pela aumento da distância do solo e redução da densidade do ar. Para que haja, pois, a condensação do vapor d’água e formação de nuvens é necessário que uma massa de ar seja elevada. Com a elevação da massa de ar até uma altura na qual a pressão é menor, provocando a expansão que esfria o ar, por diminuir a frequência de colisão entre as moléculas. O esfriamento do ar é conhecido como adiabático, por não ocorrer perdas de calor para o meio. Com isso, a causa básica para a ocorrência de chuva é a ascensão de uma massa de ar húmida.

## Principais tipos
As precipitações pluviométricas podem ser classificadas em chuva convectiva, chuva frontal e chuva orográfica:
- chuva convectiva: origina-se de nuvens formadas mediante convecção livre, em que ocorre resfriamento adiabático, formando-se nuvens de grande desenvolvimento vertical, ou seja, quando o ar úmido se aquece na vizinhança do solo, propiciando a formação de camadas de ar ao perder o equilíbrio, ocorre uma brusca ascensão local do ar menos denso que atinge o estado de condensação formando nuvens, e muitas vezes, precipitações. São também conhecidas como chuvas de verão. As chuvas convectivas são características das regiões equatoriais, local de ventos fracos e os movimentos de ar são essencialmente verticais, também ocorre em regiões temperadas por ocasião do verão (tempestades violentas). Geralmente, são chuvas de grande intensidade e de pequena duração, restritas a áreas pequenas, e podem provocar importantes inundações em pequenas bacias.
- ciclônica ou frontal: acontece a partir do encontro de massas de ar com diferentes características de temperatura e umidade. A massa que avança sobre a outra, faz que ocorra a “convecção forçada”, com a massa de ar quente e úmida se sobrepondo à massa fria e seca. Nas regiões de convergência na atmosfera, o ar quente e úmido é impetuosamente impulsionado para cima, resultando no seu resfriamento e na condensação do vapor de água, de forma a produzir chuvas. São chuvas de grande duração, atingindo grandes áreas com intensidade média. Essas precipitações podem vir acompanhadas por ventos fortes com circulação ciclônica, além de produzir cheia em grandes bacias
- chuva orográficas ou de relevo — ocorrem em regiões com barreiras orográficas naturais, ou seja, ocorrem em regiões com grandes variações de altitude (serra e montanhas), que forçam o ar quente e úmido a elevar-se, provocando convecção forçada, que resulta no resfriamento adiabático e consequentemente em chuva em face de barlavento. Em face de sotavento, ocorre a sombra de chuva, que é ausência de chuvas, devido ao efeito orográfico. São chuvas de grande intensidade e intermitentes, abrangendo pequenas áreas, e se os ventos ultrapassam a barreira montanhosa, no lado oposto ocorre a projeção de uma sombra pluviométrica, produzindo áreas secas ou semiáridas causadas pelo ar seco, porque a umidade foi descarregada na encosta oposta.

## Métodos de estimativa da precipitação média sobre uma área
- Média aritmética — obtém-se dividindo a soma das observações pelo total destas.
- Polígonos de Thiessen — obtêm-se unindo os pontos através de segmentos de recta formando triângulos. De seguida, traçam-se as normais desses segmentos formando os polígonos de Thiessen. É um conceito também designado por Diagrama de Voronoi.
- Isoietas — à semelhança do que acontece num mapa topográfico, em que as curva de nível representam regiões de igual cota, as isoietas são linhas que vão unir pontos com igual valor de precipitação.